# سیروس حبیب
کامیار سیروس حبیب (متولد ۲۲ اوت ۱۹۸۱) حقوق‌دان، سیاست‌مدار و استاد دانشگاه آمریکایی است که از سال ۲۰۱۷ تا ۲۰۲۱ به عنوان شانزدهمین معاون فرماندار واشینگتن مشغول به کار بود. او در این مقام ریاست سنای ایالتی واشینگتن را بر عهده داشت. او در هشت سالگی، بینایی خود را پس از سه بار بهبودی، و به علت یک نوع نادر از سرطان اطفال به‌طور کامل از دست داده‌است. او در زمان تصدی تنها عضو نسل وای حزب دموکرات بود که در ایالات متحده منصبی در سطح کل یک ایالت داشت. در مارس ۲۰۲۰، او اعلام کرد برنامه دارد از سیاست کناره بگیرد و یک کشیش یسوعی شود.

## اوایل زندگی
حبیب در بالتیمور، مریلند، از والدینی که از ایران مهاجرت کرده بودند متولد شد. او که سه بار از سرطان نجات یافته بینایی خود را از دست داد و در هشت سالگی کاملاً نابینا شد. اندکی بعد خانواده او به بلویو، واشینگتن، مهاجرت کردند و او در سال ۱۹۹۹ از مدرسه بین‌المللی بلویو فارغ‌التحصیل شد.
حبیب دانشور رودز، دانشور ترومن، و فلوی سوروس است. او لیسانس خود را از دانشگاه کلمبیا، با سوماً کوم لود و در جامعه افتخاری Phi Beta Kappa عضویت داشت. حین تحصیل کارشناسی او در دفتر سناتور هیلاری کلینتون در نیویورک کار می‌کرد.
حبیب فوق لیسانس ادبیات انگلیسی را از سنت جانز کالج در دانشگاه آکسفورد دریافت کرد، و از اعضای فعال مجمع آکسفورد، و پایان‌نامه‌اش را با موضوع رالف الیسون و سلمان رشدی نوشت.
پس از بازگشت به آمریکا مدرک حقوق خود را از مدرسه حقوق ییل دریافت کرد. حبیب از سال ۲۰۱۳ به عنوان استاد مدرسه حقوق دانشگاه سیتل فعالیت می‌کند.

## حرفه سیاسی

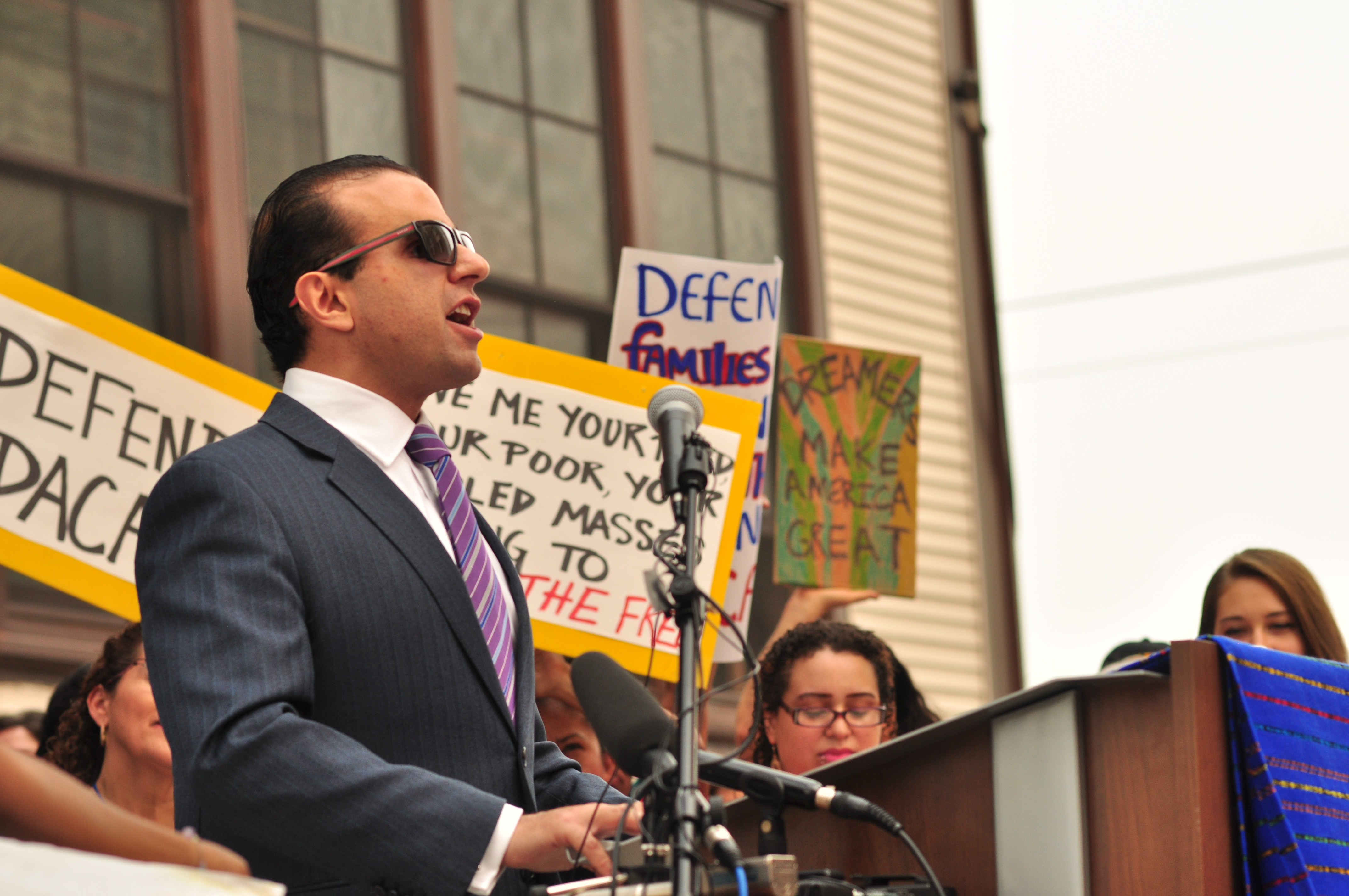

### مجلس ایالتی
در سال ۲۰۱۲، حبیب با پیروزی در انتخابات به کرسی مجلس نمایندگان واشینگتن برگزیده شد.
در سال ۲۰۱۴ حبیب با کسب ۶۵٪ آرا به عضویت در سنای سنای ایالت واشینگتن انتخاب شد. بلافاصله از سوی هم حزبی‌هایش به عنوان ویپ دمکرات سنا انتخاب شد که او را به یکی از اعضای عالی رتبهٔ دمکرات در سنا تبدیل می‌کرد. او نخستین آمریکایی ایرانی‌تبار است که در ۶ نوامبر ۲۰۱۲ از حزب دموکرات به سنای ایالت واشینگتن راه پیدا کرد.

### معاونت فرماندار
حبیب با به چالش کشیدن برد اون، معاون وقت فرماندار واشینگتن که ۲۱ سال این منصب را در اختیار داشت در انتخابات سال ۲۰۱۶ شرکت کرد. در انتخابات مقدماتی، او از میان ده نامزد پیروز شد. حبیب در انتخابات سراسری نوامبر ۲۰۱۶ بر مارتی مکلندن نامزد جمهوریخواه پیروز شد. رئیس‌جمهور باراک اوباما از کمپین او حمایت کرد و در حمایت از او برای رأی‌دهندگان پیام ضبط شده تلفنی فرستاد.
حبیب در مارس ۲۰۲۰ اعلام کرد برای انتخاب مجدد نامزد نخواهد نشد و به انجمن عیسی خواهد پیوست.

## پیشه مذهبی
حبیب حین تحصیل در آکسفورد به کاتولیسیزم رومی گروید و در سرتاسر سال‌های حضورش در سیاست در آیین عشای ربانی کلیسای جامع سینت جیمز سیتل شرکت کرده‌است. او از سال ۲۰۱۶ به کشیش شدن فکر کرد و در سال ۲۰۱۹ از سوی
انجمن عیسی (ژوزوئیت‌ها) پذیرفته شد و ورودش تا انتهای دوره معاونت فرمانداری اش به تعویق افتاد. او در ۱۹ مارس ۲۰۲۰ اعلام کرد برای انتخاب مجدد نامزد نخواهد شد و تصمیم گرفته به فعالیت سیاسی خود خاتمه دهد و یک کشیش کاتولیک بشود. او چنین نوشت:

در چند سال گذشته… ندایی حس کرده‌ام که زندگیم را به نحوی مستقیم تر و شخصی تر وقف خدمت به به حاشیه رانده شدگان، قدرت بخشی به آسیب پذیران، التیام دادن به آنها که از زخم‌های روحانی رنج می‌برند و همراهی با آنان که آینده شان را می‌بینند بکنم… به این باور رسیده‌ام که بهترین راه برای تعمیق تعهدم به عدالت اجتماعی کاستن از پیچیدگی در زندگی خودم وقف آن به خدمت به دیگران است.
او در پاییز ۲۰۲۰ مراحل آموزشی نوواردان ژوزوئیت را در لس آنجلس آغاز کرد.

## افتخارات
او نخستین و تنها ایرانی آمریکایی است که توانسته از طریق انتخابات به یک منصب ایالتی برگزیده شود و عالی‌ترین ایرانی آمریکاییست که منصب حکومتی دارد.
در سال ۲۰۱۴، حبیب به عنوان «یکی از ۴ ستاره در حال صعود زیر ۴۰ سال» از سوی واشینگتن پست معرفی شد.
حبیب از سوی رهبری کمیته ملی دمکرات به عنوان یکی از ۲۵ عضو کمیته پلتفرم حزبی سال ۲۰۱۶ منصوب شد.
حبیب جایزه رهبری ۲۰۲۰ «شورای ملی ایرانیان آمریکا» را دریافت کرده‌است.